# Walter Baumgartner (Politiker)
Walter Baumgartner (* 13. September 1956 in Klausen) ist ein italienischer Politiker der Südtiroler Volkspartei und Sportfunktionär.

## Leben
Baumgartner absolvierte an der Universität Innsbruck ein Studium der Betriebswirtschaftslehre, das er 1980 mit einer Diplomarbeit abschloss. Anschließend arbeitete er für eine Hypothekenbank, den 
Südtiroler Unternehmerverband, den Südtiroler Landesverband der Handwerker und den Verband der Kaufleute und Dienstleister.
Im Jahr 1985 wurde Baumgartner in den Gemeinderat der Stadt Klausen gewählt, von 1990 bis 1995 war er dort Vizebürgermeister. Bei der Landtagswahl 1998 konnte er auf der Liste der Südtiroler Volkspartei (SVP) ein Mandat für den Südtiroler Landtag und damit gleichzeitig den Regionalrat Trentino-Südtirol erringen. Baumgartner – Fraktionsvorsitzender seiner Partei – schaffte 2003 erneut den Einzug ins Hohe Haus. 2008 verpasste er die Wiederwahl. Nach dem Ausscheiden von Dieter Steger, der vom Landesgericht Bozen für nicht wählbar erklärt worden war, konnte er jedoch am 1. Februar 2011 in den Landtag nachrücken. Am 1. Februar 2013 übernahm er erneut den durch den Wechsel Elmar Pichler Rolles in die Landesregierung vakant gewordenen Posten des Fraktionsvorsitzenden. Vor den Landtagswahlen 2013 verzichtete er auf eine erneute Kandidatur.
2009 wählte ihn die Vollversammlung der Vereinsmitglieder zum Präsidenten des FC Südtirol. Dieses Amt hatte er bis 2021 inne.